# André Micael
André Micael Pereira (* 4. února 1989, Guimarães) je portugalský fotbalový střední obránce.

## Klubová kariéra
Micael se narodil v Guimarãesi, kde také začal s fotbalem v místních klubech Moreirense FC a Vitória SC. Za prvně jmenovaný klub v září 2008 debutoval v portugalské třetí lize. Byl členem základní sestavy v týmu, který v sezoně 2009/10 vybojoval postup do druhé ligy. V lednu 2011 přestoupil do SC Olhanense, kde měl nahradit Jardela směřujícího do Benficy Lisabon. V roce 2013 přestoupil do polské prvoligové Zawisze Bydgoszcz. Ve své první sezoně v Polsku oslavil vítězství v poháru, když porazili na penalty Zagłębie Lubin. V základní sestavě pomohl týmu i k zisku Superpoháru, když porazili Legii Varšava 3:2. V červnu 2015 se vrátil do Moreirense, kde podepsal smlouvu na tři a půl roku. V roce 2017 s klubem vyhrál Taça da Liga, první velkou trofej v historii týmu. V srpnu 2018 podepsal smlouvu v rumunském CS Gaz Metan Mediaș., kde se na sklonku svého ročního angažmá mj. krátce potkal s českým záložníkem Lukášem Droppou. V červenci 2019 se vrátil do Portugalska, kde podepsal smlouvu s FC Paços de Ferreira. Zde ale příliš prostoru nedostal, a po roce přestoupil do druholigového Varzimu.